# Derek Sullivan
Derek Sullivan noto anche come Derrick Sullivan (Newport, 10 agosto 1930 – 31 agosto 1983) è stato un calciatore gallese, di ruolo difensore.

## Carriera

### Nazionale
Tra il 1953 ed il 1959 ha giocato complessivamente 17 partite con la nazionale gallese, con la quale ha anche partecipato ai Mondiali del 1958.

## Palmarès

### Club

#### Competizioni nazionali
- Coppa del Galles: 2

Cardiff City: 1955-1956, 1958-1959